# Enaria rubescens
Enaria rubescens är en skalbaggsart som beskrevs av Dewailly 1950. Enaria rubescens ingår i släktet Enaria och familjen Melolonthidae. Inga underarter finns listade i Catalogue of Life.